# Берткур
Берткур (фр. Berthecourt) насеље је и општина у североисточној Француској у региону Пикардија, у департману Оаза која припада префектури Бове.
По подацима из 2011. године у општини је живело 1.633 становника, а густина насељености је износила 234,29 становника/km². Општина се простире на површини од 6,97 km². Налази се на средњој надморској висини од 43 метара (максималној 128 m, а минималној 45 m).

## Демографија
| 1962. | 1968. | 1975. | 1982. | 1990. | 1999. | 2011. |
| ----- | ----- | ----- | ----- | ----- | ----- | ----- |
| 777   | 947   | 986   | 981   | 1.153 | 1.355 | 1.633 |

График промене броја становника у току последњих година